# Edgar Davids
Edgar Steven Davids (* 13. března 1973 Paramaribo, Surinam) je bývalý nizozemský fotbalový záložník a od ledna 2021 trenér portugalského klubu SC Olhanense. Byl znám svou důraznou a tvrdou hrou, na hřišti byl snadno identifikovatelný díky svým copánkům a ochranným brýlím.
Davids trpí zeleným zákalem, proto musel nosit i na hřišti ochranné brýle. Jeho brýle společně s jeho dredy na hlavě z něj udělaly jednoho z nejrozpoznatelnějších fotbalistů své generace. Pelé ho roku 2004 zařadil mezi 125 nejlepších žijících fotbalistů.
Jeho o 13 let mladším bratrancem je fotbalista Lorenzo Davids.

## Klubová kariéra
Jeho kariéra začala v nejslavnějším nizozemském týmu Ajaxu Amsterdam v roce 1991. Tehdy pomohl Ajaxu k zisku tří ligových titulů, vítězství v poháru UEFA v roce 1992 a k vítězství v Lize mistrů v roce 1995.
Během působení v Ajaxu dostal i svou přezdívku Pitbul, která mu už zůstala.
V roce 1996 přestoupil do italského AC Milan, ale téměř si nezahrál, a proto v roce 1998 přestoupil do Juventusu Turín, kde se mu dařilo.
17. května 2001 byl FIFA suspendován za užívání anabolických steroidů, nandrolu. Z Juventusu byl v roce 2004 poslán na hostování do Barcelony, odkud poté přestoupil Interu Milán a posléze do Tottenhamu Hotspur.
28. ledna 2007 se vrátil zpátky do Ajaxu, kde strávil jednu sezonu, po které ukončil svoji fotbalovou kariéru. K aktivnímu fotbalu se ještě jednou vrátil v roce 2010, kdy podepsal smlouvu s anglickým celkem Crystal Palace.
Podruhé kariéru ukončil v prosinci 2013 v dresu pětiligového anglického klubu Barnet FC poté, co byl potřetí v sezóně 2013/14 vyloučen. V Barnetu působil od října 2012.

## Reprezentační kariéra
Svůj debut v národním dresu měl v roce 1994, ale nikdy nic velkého s ním nevyhrál. Během mistrovství Evropy ve fotbale 1996 urazil tehdejšího trenéra Guuse Hiddinka a Nizozemci tehdy skončili neslavně.
Povolán byl i na mistrovství světa ve fotbale 1998 a na mistrovství Evropy v letech 2000 a 2004.
Po nástupu Marca van Bastena do trenérské pozice národního týmu jej zvolil kapitánem, ale kvůli tomu, že Davids nenastupoval pravidelně v Interu v základní sestavě jej van Basten začal v nominaci opomíjet a nepozval jej ani na mistrovství světa v roce 2006.

## Trenérská kariéra
4. ledna 2021 se Davis stal hlavním trenérem portugalského klubu SC Olhanense. Na postu setrval šest měsíců.

## Přestupy
- z Ajax Amsterdam do AC Milan zadarmo
- z AC Milan do Juventus Turín za 8 000 000 eur
- z Juventus Turín do FC Barcelona za 2 000 000 eur (hostování)
- z Juventus Turín do Inter Milan zadarmo
- z Inter Milan do Tottenham Hotspur zadarmo

## Statistika
| Klub              | Sezóna  | Liga   | Liga | Pohár  | Pohár | LM či EL | LM či EL | Celkem | Celkem |
| Klub              | Sezóna  | Zápasy | Góly | Zápasy | Góly  | Zápasy   | Góly     | Zápasy | Góly   |
| ----------------- | ------- | ------ | ---- | ------ | ----- | -------- | -------- | ------ | ------ |
| Ajax Amsterdam    | 1991/92 | 13     | 2    | 0      | 0     | 3        | 0        | 16     | 2      |
| Ajax Amsterdam    | 1992/93 | 27     | 4    | 3      | 4     | 8        | 3        | 38     | 11     |
| Ajax Amsterdam    | 1993/94 | 15     | 2    | 2      | 1     | 4        | 2        | 21     | 5      |
| Ajax Amsterdam    | 1994/95 | 22     | 5    | 1      | 1     | 7        | 0        | 30     | 6      |
| Ajax Amsterdam    | 1995/96 | 28     | 7    | 0      | 0     | 11       | 1        | 42     | 8      |
| AC Milan          | 1996/97 | 15     | 0    | 4      | 0     | 4        | 1        | 24     | 1      |
| AC Milan          | 1997    | 4      | 0    | 3      | 0     | 0        | 0        | 7      | 0      |
| Juventus Turin    | 1997/98 | 20     | 1    | 2      | 0     | 5        | 0        | 27     | 1      |
| Juventus Turin    | 1998/99 | 27     | 2    | 6      | 1     | 9        | 0        | 43     | 3      |
| Juventus Turin    | 1999/00 | 27     | 1    | 3      | 0     | 8        | 0        | 38     | 1      |
| Juventus Turin    | 2000/01 | 26     | 1    | 1      | 0     | 5        | 0        | 32     | 1      |
| Juventus Turin    | 2001/02 | 28     | 2    | 5      | 0     | 9        | 0        | 42     | 2      |
| Juventus Turin    | 2002/03 | 26     | 1    | 0      | 0     | 15       | 1        | 41     | 2      |
| Juventus Turin    | 2003/04 | 5      | 0    | 2      | 0     | 5        | 0        | 12     | 0      |
| FC Barcelona      | 2004    | 18     | 1    | 2      | 0     | 0        | 0        | 20     | 1      |
| Inter Milan       | 2004/05 | 14     | 0    | 4      | 0     | 5        | 0        | 23     | 0      |
| Tottenham Hotspur | 2005/06 | 31     | 1    | 0      | 0     | 0        | 0        | 31     | 1      |
| Tottenham Hotspur | 2006/07 | 9      | 0    | 3      | 0     | 1        | 0        | 13     | 0      |
| Ajax Amsterdam    | 2007    | 14     | 1    | 3      | 0     | 0        | 0        | 17     | 1      |
| Ajax Amsterdam    | 2007/08 | 17     | 0    | 0      | 0     | 0        | 0        | 17     | 0      |
| Crystal Palace    | 2010/11 | 6      | 0    | 1      | 0     | 0        | 0        | 7      | 0      |
| FC Barnet         | 2012/13 | ?      | ?    | ?      | ?     | ?        | ?        | ?      | ?      |
| FC Barnet         | 2013/14 | ?      | ?    | ?      | ?     | ?        | ?        | ?      | ?      |
| Celkově           | Celkově | 399    | 31   | 46     | 7     | 99       | 8        | 549    | 46     |

## Úspěchy

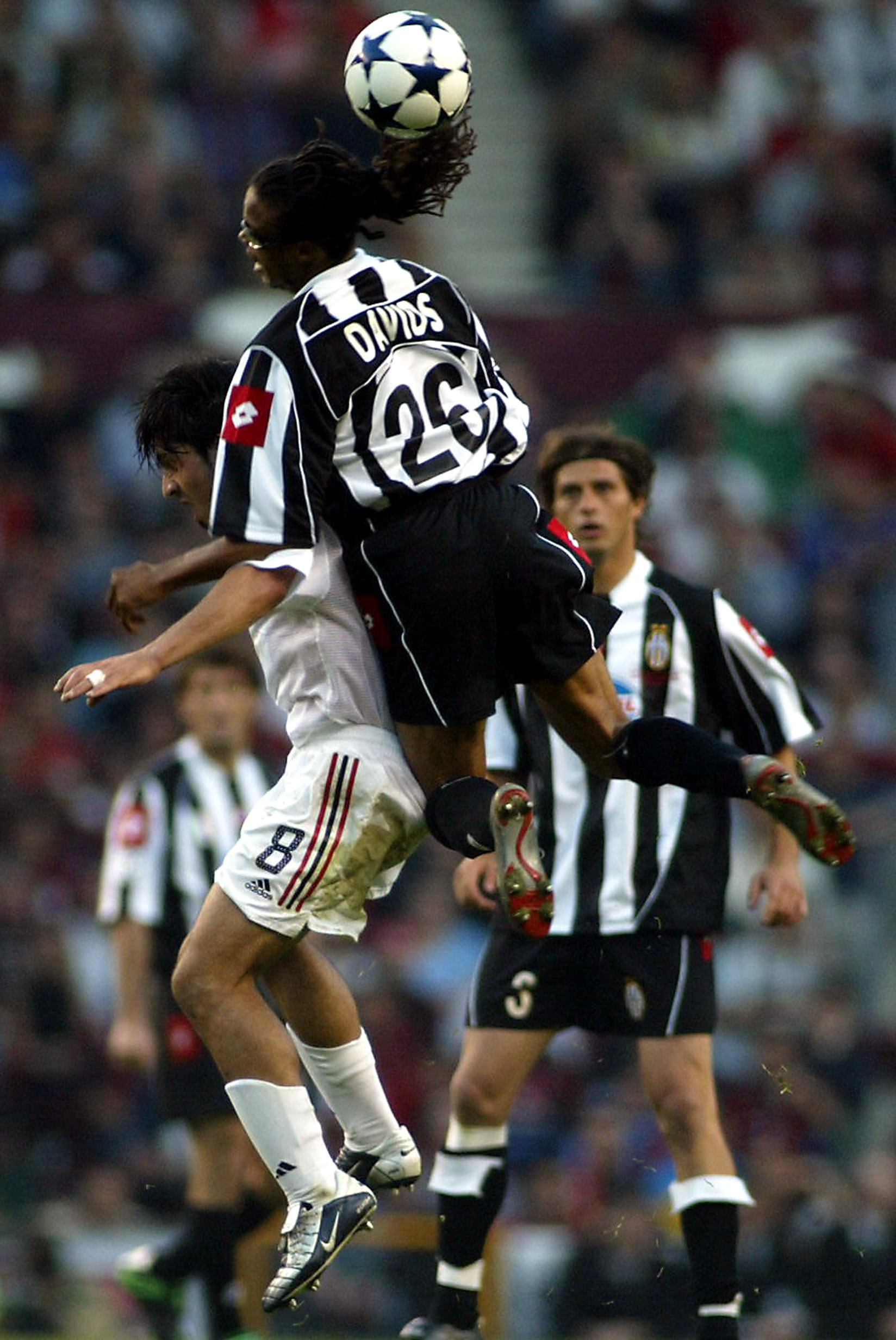
Davids z Juventusu ve finále LM 2003 proti AC Milán

### Klubové
- 3× vítěz nizozemské ligy (1993/94, 1994/95, 1995/96)
- 3× vítěz italské ligy (1997/98, 2001/02, 2002/03)
- 2× vítěz nizozemského poháru (1993, 2007)
- 4× vítěz nizozemského superpoháru (1993, 1994, 1995, 2007)
- 2× vítěz italského superpoháru (2002,2003)
- 1× vítěz italského poháru (2005)
- 1× vítěz Ligy mistrů (1994/95)
- 1× vítěz Poháru UEFA (1991/92)
- 1× vítěz evropského superpoháru (1995)
- 1× vítěz Interkontinentální pohár (1995)

### Reprezentační
- 1× na MS (1998)
- 3× na ME (1996, 2000 - bronz 2004 - bronz)

### Individuální
- All Stars Team MS (1998)
- All Stars Team ME (2000)
- člen FIFA 100 [2]